# Holcocera simulella
Holcocera simulella é uma espécie de mariposa do gênero Holcocera pertencente à família Coleophoridae.